# Эль-Консехо
Эль-Консехо (исп. El Consejo) — город на севере Венесуэлы, на территории штата Арагуа. Является административным центром муниципалитета Хосе-Рафаэль-Ревенга.

## История
Поселение, из которого позднее вырос город, было основано 24 января 1777 года. 24 января 1993 года Эль-Консехо стал административным центром новообразованного муниципалитета Хосе-Рафаэль-Ревенга.

## Географическое положение
Эль-Консехо расположен на северо-востоке штата, в правобережной части долины реки Арагуа, на расстоянии приблизительно 29 километров к востоку от города Маракай, административного центра штата. Абсолютная высота — 566 метров над уровнем моря.

## Климат
Климат города характеризуется как тропический, с сухой зимой и дождливым летом (Aw в классификации климатов Кёппена). Среднегодовое количество атмосферных осадков — 1026 мм. Наибольшее количество осадков выпадает в июле (175 мм). Средняя годовая температура составляет 23,2 °C.

## Население
По данным Национального института статистики Венесуэлы, численность населения города в 2013 году составляла 54 786 человек.

## Транспорт
К югу от города проходит национальная автомагистраль № 1 (исп. Troncal 1).